# McFall
McFall és una població dels Estats Units a l'estat de Missouri. Segons el cens del 2000 tenia 135 habitants.

## Demografia
Segons el cens del 2000, McFall tenia 135 habitants, 57 habitatges, i 34 famílies. La densitat de població era de 168,1 habitants per km².
Dels 57 habitatges en un 33,3% hi vivien nens de menys de 18 anys, en un 45,6% hi vivien parelles casades, en un 8,8% dones solteres, i en un 38,6% no eren unitats familiars. En el 33,3% dels habitatges hi vivien persones soles el 21,1% de les quals corresponia a persones de 65 anys o més que vivien soles. El nombre mitjà de persones vivint en cada habitatge era de 2,37 i el nombre mitjà de persones que vivien en cada família era de 3,03.
Per edats la població es repartia de la següent manera: un 31,9% tenia menys de 18 anys, un 3% entre 18 i 24, un 25,2% entre 25 i 44, un 24,4% de 45 a 60 i un 15,6% 65 anys o més.
L'edat mediana era de 37 anys. Per cada 100 dones de 18 o més anys hi havia 76,9 homes.
La renda mediana per habitatge era de 24.750 $ i la renda mediana per família de 27.679 $. Els homes tenien una renda mediana de 22.708 $ mentre que les dones 25.625 $. La renda per capita de la població era de 28.852 $. Entorn del 12,8% de les famílies i el 18% de la població estaven per davall del llindar de pobresa.

## Poblacions més properes
El següent diagrama mostra les poblacions més properes.